# Lasianthus sessilis
Lasianthus sessilis là một loài thực vật có hoa trong họ Thiến thảo. Loài này được Talbot mô tả khoa học đầu tiên năm 1894.